# Selenicereus megalanthus
Selenicereus megalanthus (K.Schum. ex Vaupel) Moran, è una pianta succulenta della famiglia delle Cactaceae originaria dell'America meridionale. Il suo frutto dalla buccia gialla è conosciuto come frutto del drago giallo (adattamento dell'inglese dragon fruit), pitahaya gialla o pitaya gialla, analogamente a quello del Selenicereus undatus che però produce frutti dalla buccia rossa. La specie viene coltivata commercialmente per i suoi frutti gialli, ma è anche una grande pianta rampicante ornamentale con fiori tra i più grandi di tutti i cactus.
Il frutto dalla buccia gialla di S. megalanthus presenta delle spine, a differenza dei frutti del drago dalla buccia verde, rossa o gialla di S. undatus, S. monacanthus e dei loro ibridi coltivati. 

## Origine e habitat
La specie è originaria della Colombia, Costa Rica, Ecuador, Nicaragua, Panama, Perù, Trinidad e Tobago e Venezuela. Si trova nelle foreste tropicali della zona riparia ed è epifita o xerofita.

## Descrizione
Gli steli di S. megalanthus possono giacere lungo il terreno (procumbenti), arrampicarsi su supporti (scandenti) o pendere (pendenti). 
Gli steli, di colore verde scuro, sono leggermente ondulati ai bordi e hanno un diametro da 1,5 a 4 centimetri, una lunghezza da 1 a 2 metri e possiedono radici aeree. Dalle areole emergono da 1 a 3 spine sottili, bruno giallastre, leggermente ricurve e lunghe da 2-3 millimetri. 
I fiori, che in seguito diventano molto profumati, sono lunghi fino a 30 centimetri. Le grandi dimensioni del fiore sono l'origine dell'epiteto della specie: megalanthus viene dal greco e significa "dal grande fiore".

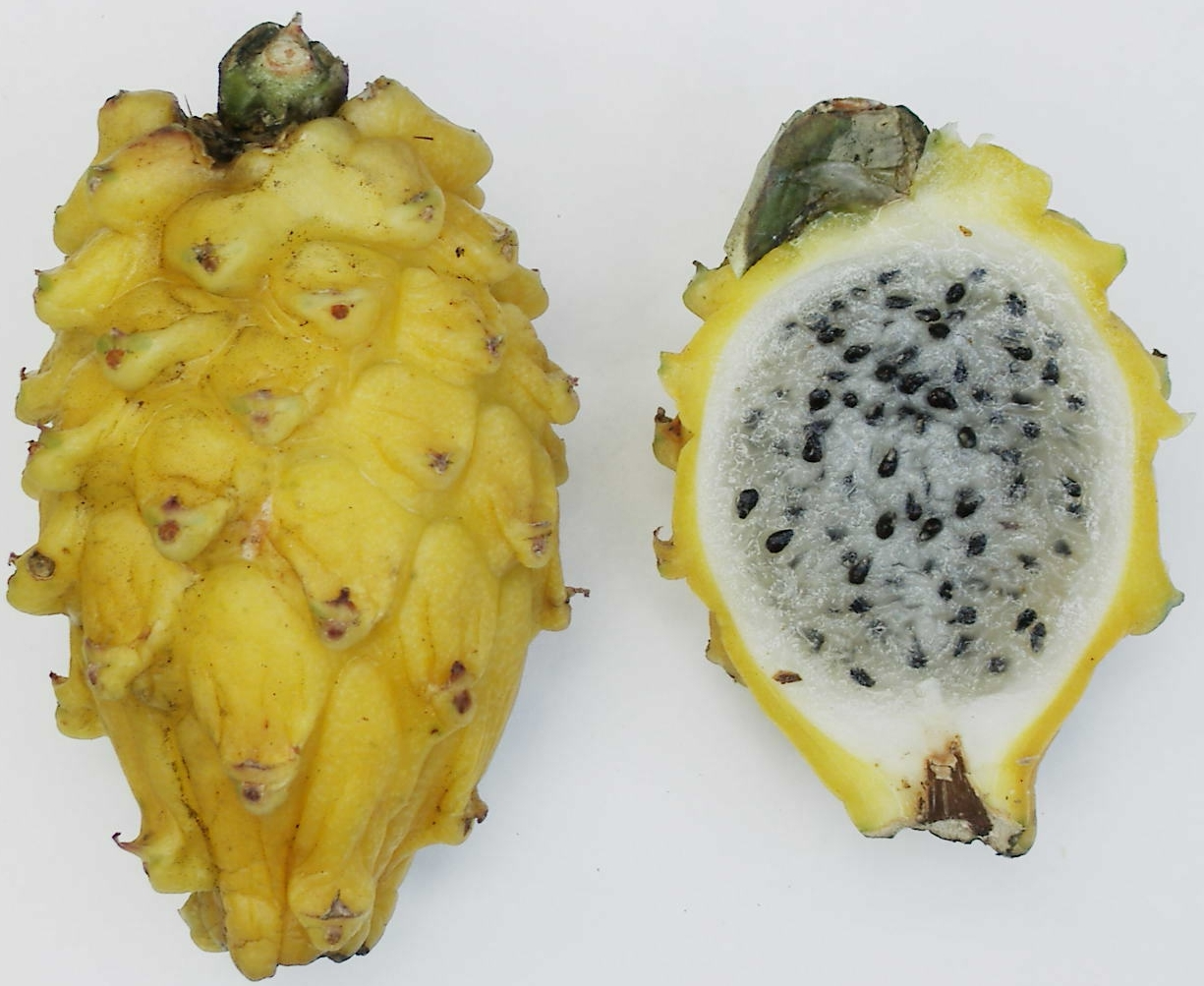
Pitaya gialla

I frutti commestibili, gialli, di forma ovoidale sono lunghi fino a 11 centimetri e presentato alcune spine. La polpa si presenta bianca (o rosa quando la pianta è ibridizzata) con al suo interno numerosi piccoli semi neri.
Il sapore del frutto è gradevole, leggermente dolce.
S. megalanthus è autofertile (il che significa che non è richiesta l'impollinazione incrociata)

## Coltivazione
S. megalanthus è una pianta facilmente coltivabile e a crescita rapida. Ha bisogno di un compost contenente molto humus e umidità sufficiente in estate. La pianta non dovrebbe essere esposta a temperature inferiori a 8 °C in inverno. Può essere coltivata in penombra, ma cresce meglio in pieno sole. La luce aggiuntiva all'inizio della primavera stimola il germogliamento. La pianta fiorisce da giugno a ottobre e può raggiungere dimensioni molto grandi.